# White Lies
Za istoimeni album nemačkog darkvejv sastava Deine Lakaien pogledajte članak White Lies.
White Lies (transkr. Vajt lajz) engleska je muzička grupa. Osnovana je u oktobru 2007. godine u Londonu, a žanrovski se najčešće svrstava u alternativni rok, indi rok, novi talas i post-pank.

## Članovi

### Sadašnji
- Hari Makvej — glavni vokal, gitara
- Čarls Kejv — bas-gitara, prateći vokal
- Džek Lorens Braun — bubanj

## Diskografija

### Studijski albumi
- ... (2009)
- (2011)
- (2013)
- (2016)
- (2019)
- (2022)

### izdanja
- (2008)
- (2010)
- (2013)
- (2013)
- (2013)

## Nagrade i nominacije
- Nagrade Kju

| Godina | Kategorija            | Nominovano delo | Ishod    |
| ------ | --------------------- | --------------- | -------- |
| 2009.  | Najbolji novi izvođač | —               | Osvojeno |

## Nastupi u Srbiji
| Datum             | Mesto   | Prostor                            | Napomene            | Izv.        |
| ----------------- | ------- | ---------------------------------- | ------------------- | ----------- |
| 2. decembar 2010. | Beograd | Studentski kulturni centar Beograd | predgrupa: Autopark | [ 1 ] [ 2 ] |

## Spoljašnje veze
- Zvanični veb-sajt
- na sajtu
- na sajtu
- na sajtu
- na sajtu